# Alexander Goncharov
Alexander B. Goncharov, né le 7 avril 1960, est un mathématicien né en Union soviétique et travaillant à l'université Yale. Il est l'un des premiers lauréats du Prix de la Société mathématique européenne en 1992.
Goncharov gagne une médaille d'or aux Olympiades internationales de mathématiques en 1976. Il soutient son doctorat à l'université d'État Lomonossov et à l'institut de mathématiques de Novossibirsk en 1987 sous la direction d'Israel Gelfand ; sa thèse est intitulée Structures conformes généralisées sur les variétés (géométrie différentielle et théorie des représentations). Il est invité au Congrès international des mathématiciens en 1994 pour un exposé intitulé Polylogarithms in arithmetic and geometry.
En 2019, Goncharov est recruté comme Professeur Philip Schuyler Beebe à l'université Yale et il obtient la chaire triennale Gretchen et Barry Mazur à l'Institut des hautes études scientifiques.

## Publications choisies
- (en) « Geometry of configurations, polylogarithms, and motivic cohomology », Adv. Math., vol. 114, no 2,‎ 1995, p. 197-318.
- (avec Andreĭ M. Levin) (en) « Zagier's conjecture on L(E,2) », Invent. Math., vol. 132, no 2,‎ 1998, p. 393-432.
- (en) « Volumes of hyperbolic manifolds and mixed Tate motives », J. Amer. Math. Soc., vol. 12, no 2,‎ 1999, p. 569-618.
- (avec Pierre Deligne) « Groupes fondamentaux motiviques de Tate mixte », Ann. Sci. École Norm. Sup. (4), vol. 38, no 1,‎ 2005, p. 1-56.
- (avec Vladimir V. Fock) (en) « Moduli spaces of local systems and higher Teichmüller theory », Publ. Math. Inst. Hautes Études Sci, vol. 103,‎ 2006, p. 1-211.
- (avec Vladimir V. Fock) (en) « The quantum dilogarithm and representations of quantum cluster varieties », Invent. Math., vol. 175, no 2,‎ 2009, p. 223-286.
- (avec Herbert Gangl et Andreĭ M. Levin) (en) « Multiple logarithms, algebraic cycles and trees », dans Pierre Cartier et al., Frontiers in Number Theory, Physics and Geometry, vol. 2, Springer Verlag, 2007.
- (avec Vladimir V. Fock) (en) « Cluster ensembles, quantization and the dilogarithm », Ann. Sci. Éc. Norm. Supér. (4), vol. 42, no 6,‎ 2009, p. 865-930.
- (avec Richard Kenyon) (en) « Dimers and cluster integrable systems », Ann. Sci. Éc. Norm. Supér. (4), vol. 46, no 5,‎ 2013, p. 747-813.
- (avec Tudor Dimofte et Maxime Gabella) (en) « K-decompositions and 3rd gauge theories », Journal of High Energy Physics, vol. 151,‎ 2016, ii+144 (DOI 10.1007/JHEP11(2016)151, lire en ligne) ; « prépublication », sur arXiv.
- (avec John K. Golden, Marcus Spradlin, Cristian Vergu et Anastasia Volovich) (en) « Motivic Amplitudes and Cluster Coordinates », Journal of High Energy Physics,‎ janvier 2014, i+54 (lire en ligne) ; « prépublication », sur arXiv.

« Liste complète des publications » (consulté le 11 décembre 2019).